# Tales of the Great Rum Runners
Tales of the Great Rum Runners es el primer álbum de estudio del cantautor Robert Hunter. Fue publicado en junio de 1974 a través del sello discográfico Round Records.

## Grabación y producción
Tales of the Great Rum Runners se grabó en el estudio del percusionista Mickey Hart de The Grateful Dead. Hart coprodujo Tales of the Great Rum Runners junto con Barry Melton, y Dan Healy, Steve Brandon y Bob Matthews se desempeñaron como ingenieros de audio. El álbum se mezcló en Alembic Studios, en San Francisco, California, por el vocalista de The Grateful Dead Jerry Garcia.

## Recepción de la crítica
Un escritor no especificado de la revista Cash Box declaró: “Otro de los Grateful Dead emerge aquí como solista, y el debut de Robert Hunter en Round es uno de los mejores que hemos escuchado en lo que va del año. Una gran cantidad de amigos de The Dead, Jefferson Airplane, Hot Tuna y una variedad de músicos del condado de Marin, California, han ayudado a Robert a armar este paquete y el concepto familiar da como resultado una serie de excelentes canciones”.

## Rendimiento comercial
La revista Billboard informó en la semana del 29 de junio de 1974 que Tales of the Great Rum Runners fue el séptimo álbum más reproducido por las estaciones de radio de rock progresivo. La semana siguiente, el álbum ascendió 5 puestos hasta convertiste en el segundo álbum más reproducido de la semana, por debajo del álbum homónimo de Martha Reeves.

## Lista de canciones
Todas las canciones escritas y compuestas por Robert Hunter, excepto donde esta anotado.
Lado uno
1. «Lady Simplicity» – 0:20
2. «That Train» – 4:33
3. «Dry Dusty Road» – 2:18
4. «I Heard You Singing» (Hunter, David Freiberg) – 3:36
5. «Rum Runners» – 3:01
6. «Children's Lament» – 4:15
7. «Maybe She's a Bluebird» – 1:57

Lado dos
1. «Boys in the Barroom» – 1:09
2. «It Must Have Been the Roses» – 3:30
3. «Arizona Lightning» – 3:32
4. «Standing at Your Door» – 4:31
5. «Mad» (Hunter, Mickey Hart) – 4:12
6. «Keys to the Rain» – 4:15